# Sphaerodactylus pacificus
Sphaerodactylus pacificus е вид влечуго от семейство Sphaerodactylidae. Видът не е застрашен от изчезване.

## Разпространение и местообитание
Разпространен е в Коста Рика (Кокос).
Обитава гористи местности, крайбрежия и плажове.

## Описание
Популацията на вида е стабилна.